# Heiko Nossek
Heiko Nossek (Esslingen am Neckar, 1982. március 14. –) német válogatott vízilabdázó, olimpikon, az Esslingen játékosa.

## Nemzetközi eredmények
- Olimpiai 5. hely (Athén, 2004)
- Világbajnoki 9. hely (Montréal, 2005)
- Európa-bajnoki 8. hely (Belgrád, 2006)
- Világbajnoki 8. hely (Perth, 2007)
- Európa-bajnoki 6. hely (Málaga, 2008)
- Olimpiai 10. hely (Peking, 2008)
- Világbajnoki 6. hely (Róma, 2009)
- Európa-bajnoki 6. hely (Zágráb, 2010)
- Világbajnoki 8. hely (Sanghaj, 2011)
- Európa-bajnoki 5. hely (Eindhoven, 2012)
- Világbajnoki 10. hely (Barcelona, 2013)
- Európa-bajnoki 9. hely (Budapest, 2014)
- Európa-bajnoki 11. hely (Belgrád, 2016)